# Schienenverkehr in Estland

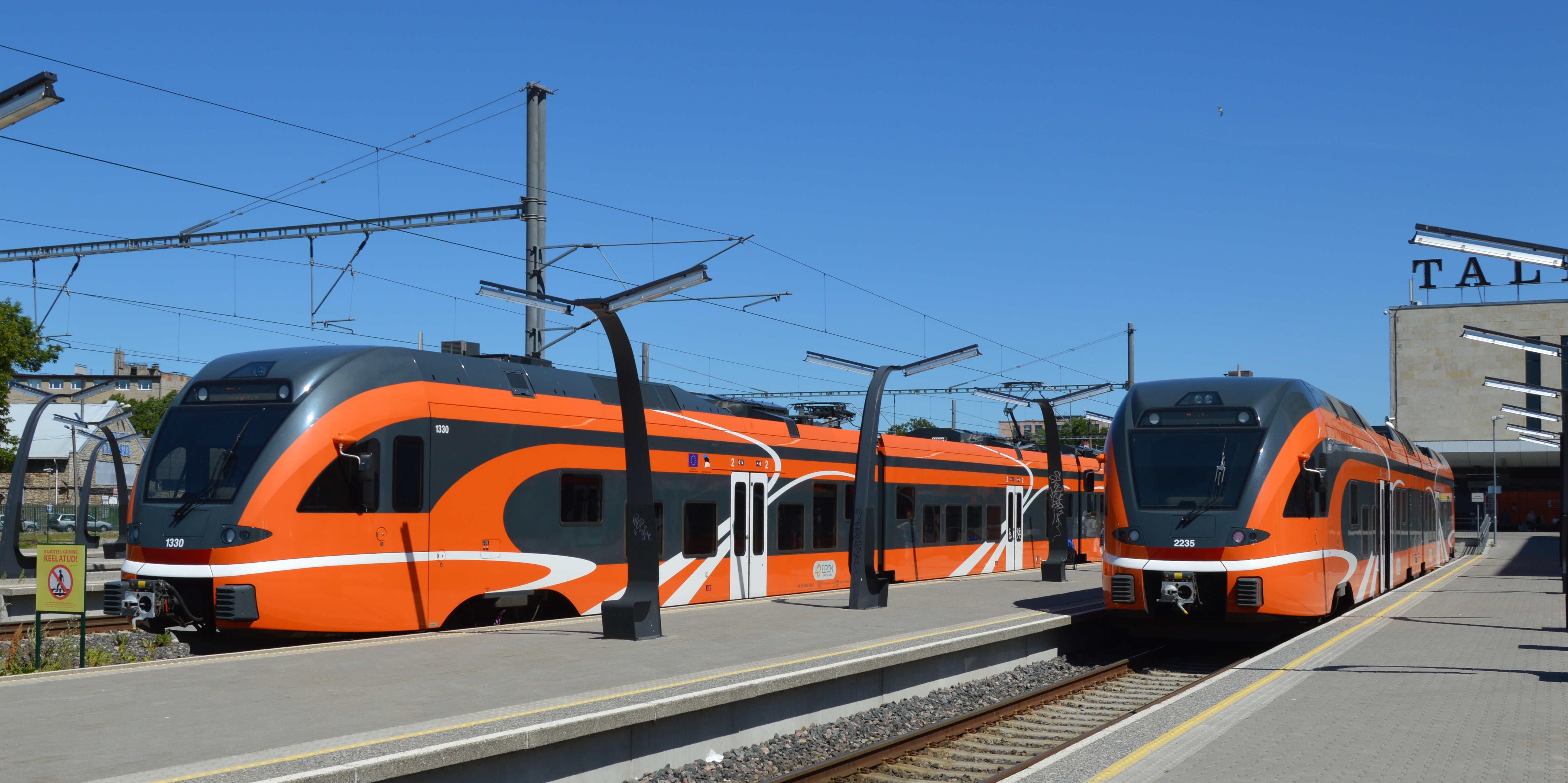
Balti jaam (Deutsch Baltischer Bahnhof) ist der größte Bahnhof der estnischen Hauptstadt Tallinn.

Das estnische Eisenbahnnetz besteht aus 1200 Kilometern Strecke, wovon 900 Kilometer im öffentlichen Gebrauch stehen. Die Eisenbahninfrastruktur steht großteils im Staatseigentum und wird von der technischen Überwachungsbehörde (Tehnilise Järelevalve Amet) reguliert.
Alle Bahnstrecken in Estland sind wie in Russland, Belarus, Lettland und Litauen in Russischer Spur gebaut. Diese Spurweite ist mit der finnischen 1524-Millimeter-Spur kompatibel.
Der UIC-Ländercode für Estland lautet 26.

## Geschichte

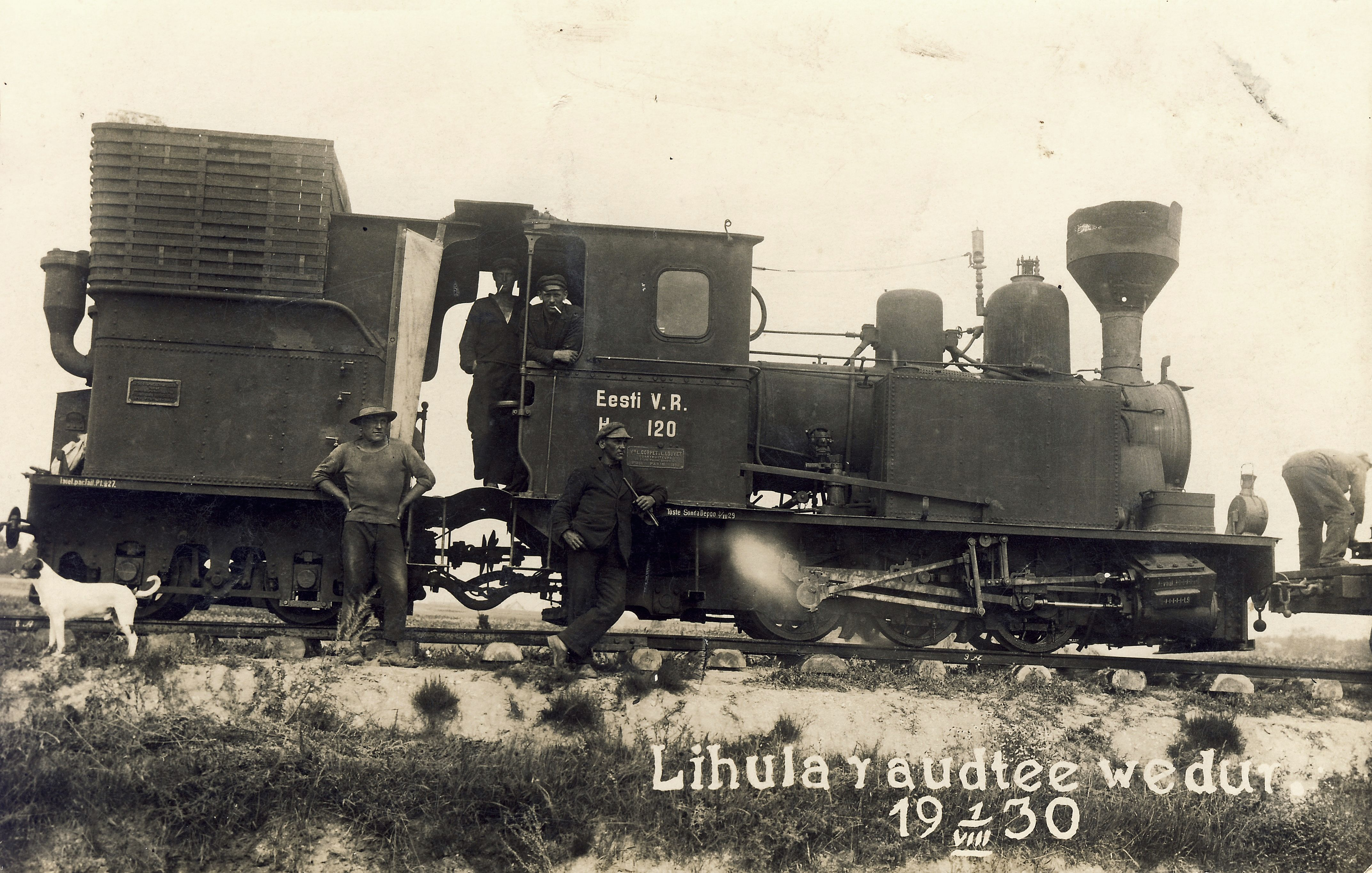
Eine Corpet-Louvet-Lokomotive in Estland (1930)

Am 5. November 1870 wurde eine erste Strecke von Paldiski (damals Baltischport) über Tallinn, Tapa und Narva nach Gatchina eröffnet. Im selbigen Jahr wurde die Linie noch an die Strecke von Warschau nach St. Petersburg angebunden. Wie überall im Russischen Kaiserreich, zu dem Estland als Gouvernement Estland damals gehörte, wurde die Strecke in russischer Breitspur gebaut und sollte einen Korridor zwischen St. Petersburg und Warschau schaffen. Das Bauvorhaben wurde vom russischen Verkehrsministerium geleitet. Der Hafen von Paldiski wurde als Ausgangspunkt genutzt, da er aufgrund seiner vergleichsweise südlichen Lage in der Regel das ganze Jahr über eisfrei ist. Der Bau der Bahnstrecke führte zu einem Anstieg des Handels von insbesondere Getreide in Paldiski und Tallinn.
1877 wurde eine weitere Linie zwischen Tapa und Tartu fertiggestellt, die 1887 nach Valga verlängert wurde. Dadurch entstand eine Anbindung an die Strecke Bahnstrecke Pskow–Riga, die zeitgleich fertiggestellt wurde.
Ab 1896 entstand ein Netzwerk von Schmalspurbahnen (750 Millimeter). Die erste Schmalspurstrecke wurde zwischen Valga und Pärnu errichtet, Verbindungen nach Mõisaküla und Viljandi folgten 1897. Das Schmalspurnetz wurde 1901 via Paide nach Tallinn verlängert. Im Jahre 1904 hatte das estnische Netz 650 Kilometer Gleise in russischer Spur und 373 Kilometer in Schmalspur.

### Estnische Republik (1918–1940)

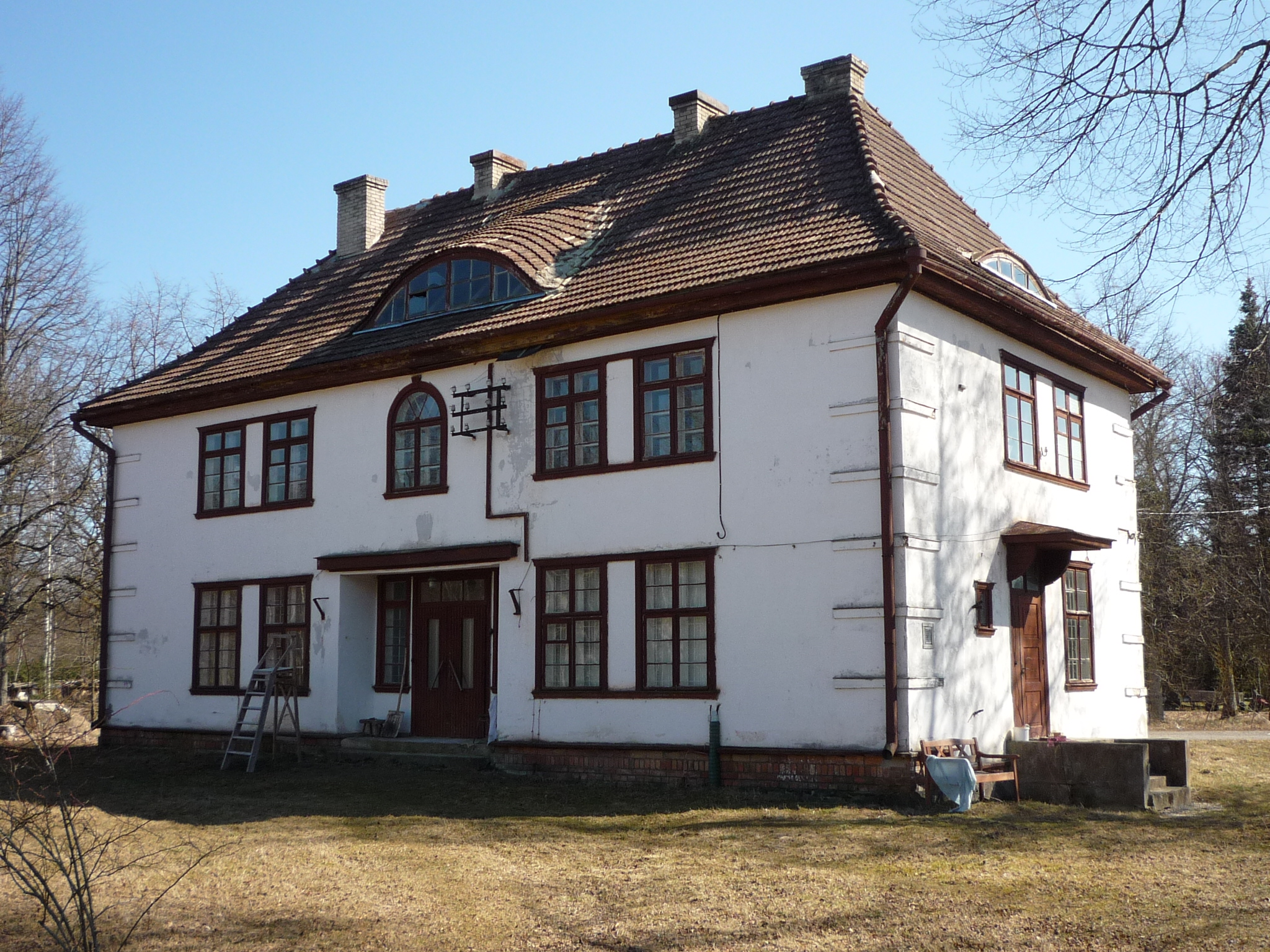
Das Bahnhofsgebäude von Karuse (errichtet 1928) an der ehemaligen Schmalspurstrecke Rapla–Virtsu

Nach dem Zusammenbruch des russischen Reichs in Folge des Ersten Weltkriegs erklärte sich Estland 1918 zur Republik, wurde aber zunächst von Truppen des Deutschen Kaiserreichs besetzt. In Folge der deutschen Niederlage und nach Abwehr der sowjetischen Invasion im Estnischen Unabhängigkeitskrieg wurde Estland 1920 international anerkannt.
Zu diesem Zeitpunkt verfügten die estnischen Eisenbahnen über 648 Kilometer Breitspurstrecke und 187 Kilometer Schmalspurstrecke. Insgesamt waren 90 Breitspur- und 72 Schmalspurlokomotiven samt dazugehörigem Wagenmaterial vorhanden.
Die einzelnen Unternehmungen Looderaudtee (Nord-Westbahn) Esimese Juurdeveoteede Selts (Erster Zusammenschluss der Anschlussbahnen) sowie mehrere militärische und sonstige Bahnen wurden zu Eesti Vabariigi Raudtee (EVR) zusammengeschlossen. Als Konsequenz aus der Unabhängigkeit Estlands mussten die Bahngebäude nicht mehr nach dem von Russland vorgegebenen imperialen Stil errichtet werden, was das Aufkommen zahlreicher neuer architektonischer Stile, insbesondere neobarocker Elemente mit romantisch-traditionellen Elementen sowie einer funktionalistischen Architektur in den 1930ern ermöglichte.
1923 fiel die Entscheidung, den 11 km langen Streckenabschnitt zwischen dem Baltischen Bahnhof in Tallinn und Pääsküla zu elektrifizieren. Der elektrische Betrieb wurde am 20. September 1924 mit einem Elektrotriebwagen aufgenommen. Die erste Fahrkarte für den Eröffnungszug kaufte Friedrich Karl Akel, Staatsältester (Staatspräsident) von Estland.
1931 wurde eine Breitspurstrecke zwischen Tartu und Petseri eröffnet.
1940 verfügten die EVR über 772 Kilometer Breitspurstrecken und 675 Kilometer Schmalspurstrecken.

### Estnische Sowjetrepublik (1940–1991)
Im Juni 1940 wurde Estland von der Sowjetunion annektiert, die das Land zur Estnischen Sowjetrepublik umorganisierte. Die EVR wurde in das russische Bahnsystem eingegliedert. Zwischen 1941 und 1944 wurde Estland vom Deutschen Reich besetzt; die Breitspurstrecken wurden auf Normalspur umgespurt, um die Verwendung deutschen Wagenmaterials zu ermöglichen. Nach dem Ende des Zweiten Weltkriegs wurden die umgespurten Strecken wieder auf Breitspur rückgespurt.

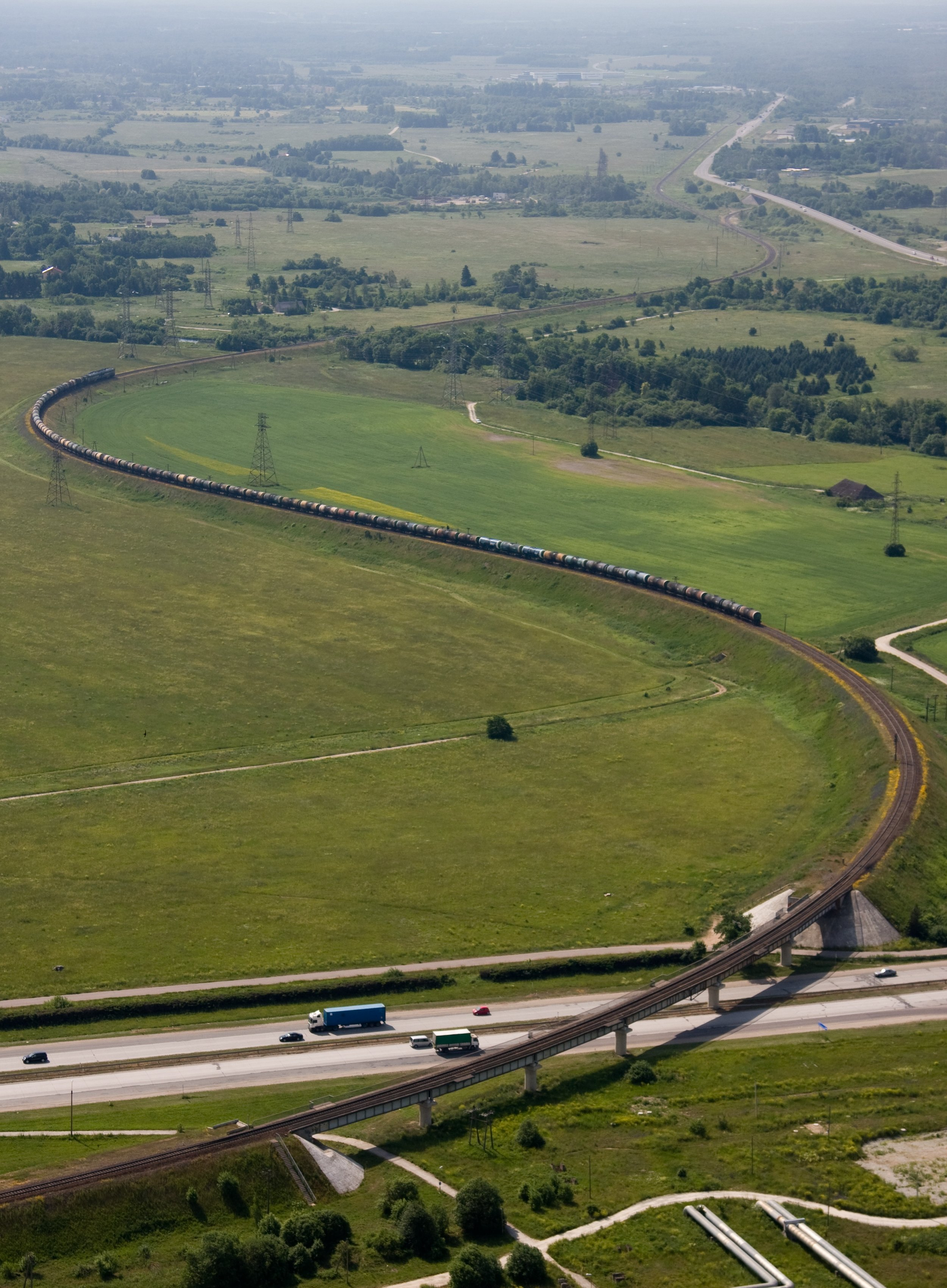
Die Bahnstrecke Lagedi–Muuga wurde ab 1980 für die Anbindung des Hafens Muuga errichtet.

Während des Zweiten Weltkriegs wurden große Teile der Bahninfrastruktur zerstört, als Folge sind zahlreiche Bahngebäude im Stil des Sozialistischen Klassizismus („Stalinistischer Zuckerbäckerstil“) gebaut.
Die sowjetische Verwaltung konzentrierte sich auf die Breitspurstrecken; große Teile des zuvor über Schmalspurstrecken transportierten Güterverkehrs wurden auf den Straßentransport verlagert. Ab 1960 wurde ein Teil der Schmalspurstrecken auf Breitspur umgespurt, die übrigen bis 1971 stillgelegt. Ab 1957 wurden Dampflokomotiven durch Diesellokomotiven ersetzt. Trotz der Schließung der Schmalspurstrecken entwickelte sich das Verkehrsaufkommen positiv: 1945 wurden 12,2 Millionen Reisende und 4,3 Millionen Tonnen Güter befördert. Das estnische Bahnnetz wurde samt dem Netz der anderen baltischen Republiken dem Sektor Pribaltiiskaya zugeordnet.
1980 wurden 36,5 Millionen Reisende befördert. 1986 wurde der Bau des Hafens Muuga nordöstlich von Tallinn begonnen; im Zuge des Projekts kam es zu Ausbauten der anschließenden Bahnstrecken. So wurde z. B. die Bahnstrecke zwischen Tallinn und Tapa zweigleisig ausgebaut. 1990 wurden 30,1 Millionen Tonnen Fracht befördert; die Steigerung war zu wesentlichen Teilen auf die Inbetriebnahme des Hafens zurückzuführen.

### Republik Estland (ab 1991)
1991 löste sich Estland von der Sowjetunion, am 1. Januar 1992 wurde Eesti Raudtee (EVR) als Staatsbetrieb wiedergegründet.

#### Privatisierung
Im Rahmen eines Privatisierungsvorhabens wurde EVR 1997 in das Unternehmen Estonian Railways Ltd. umorganisiert.
Im weiteren Verlauf wurden die folgenden drei Subunternehmen gegründet:
- 1997 wurde Edelaraudtee AS zum Betrieb der nicht elektrifizierten Strecken Tallinn–Tartu, Tallinn–Rakvere–Narva, Tallinn–Rapla, Tallinn–Türi–Viljandi, Tallinn–Pärnu und TartuPõlva–Orava gegründet.[9] Das Unternehmen wickelte weiters den Güterverkehr auf den Strecken Tallinn-Pärnu-Mõisaküla und Lelle-Viljandi ab.[8]
- 1998 wurde Elektriraudtee AS zur Abwicklung des Nahverkehrs in Tallinn und dem angrenzenden Bezirk Harju gegründet.[10]
- 1998 wurde EVR Ekspress zum Betrieb internationaler Fernverbindungen gegründet.

Die Privatisierung von Eesti Raudtee wurde später wieder rückgängig gemacht, die Auf- und Ausgliederung aber beibehalten. Die Struktur des estnischen Eisenbahnwesens stellte sich somit wie folgt dar: Edelaraudtee wurde Infrastrukturbetreiber der Strecken Tallinn–Viljandi/Pärnu sowie Erbringer von Nahverkehrsleistungen auf dem gesamten estnischen Eisenbahnnetz, also auch auf den Strecken des Infrastrukturbetreibers Eesti Raudtee, der selbst nur noch Güterverkehr betrieb. Elektriraudtee bediente den Tallinner Nahverkehr mit Strecken nach Paldiski (Bahnstrecke Tallinn–Paldiski), Aegviidu (Bahnstrecke Tallinn–Narva) sowie in Richtung Riisipere (Bahnstrecke Keila–Riisipere/Haapsalu).

#### Entwicklung seit 2000

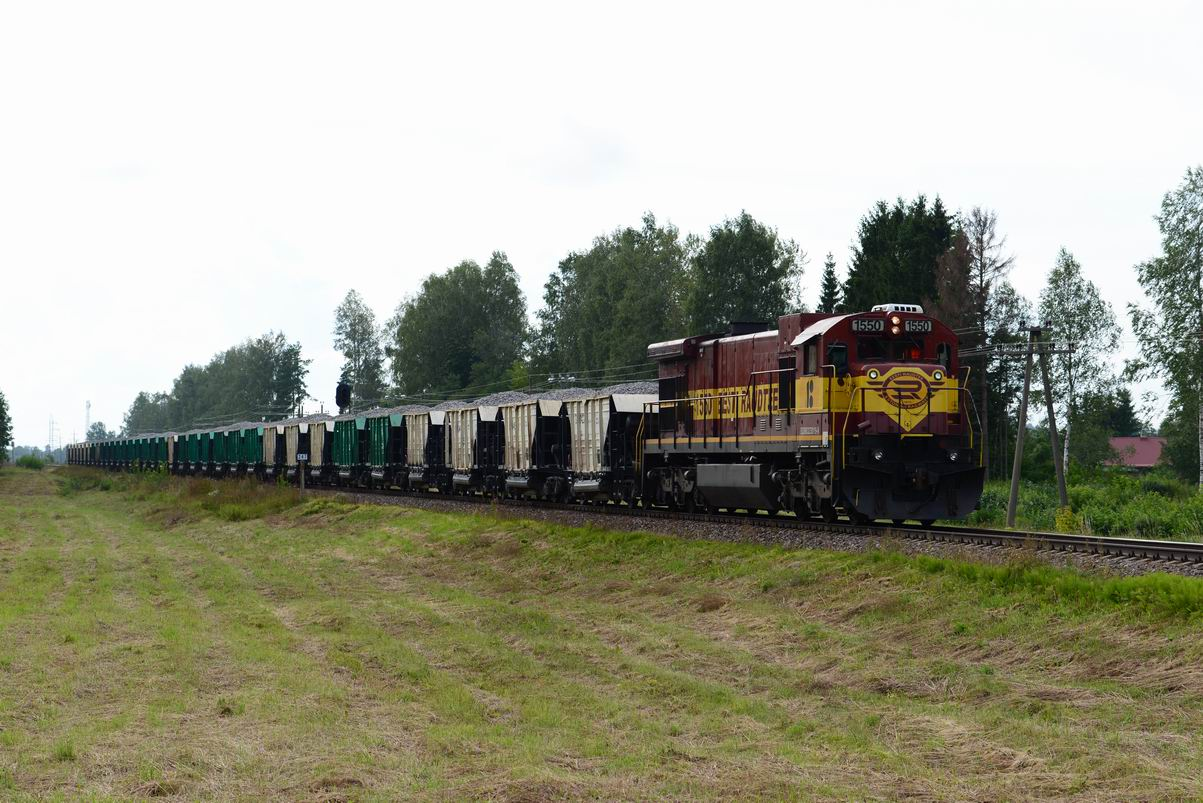
Lok 1550 (GE-C36-7i) mit Güterzug kurz vor Püssi im August 2019

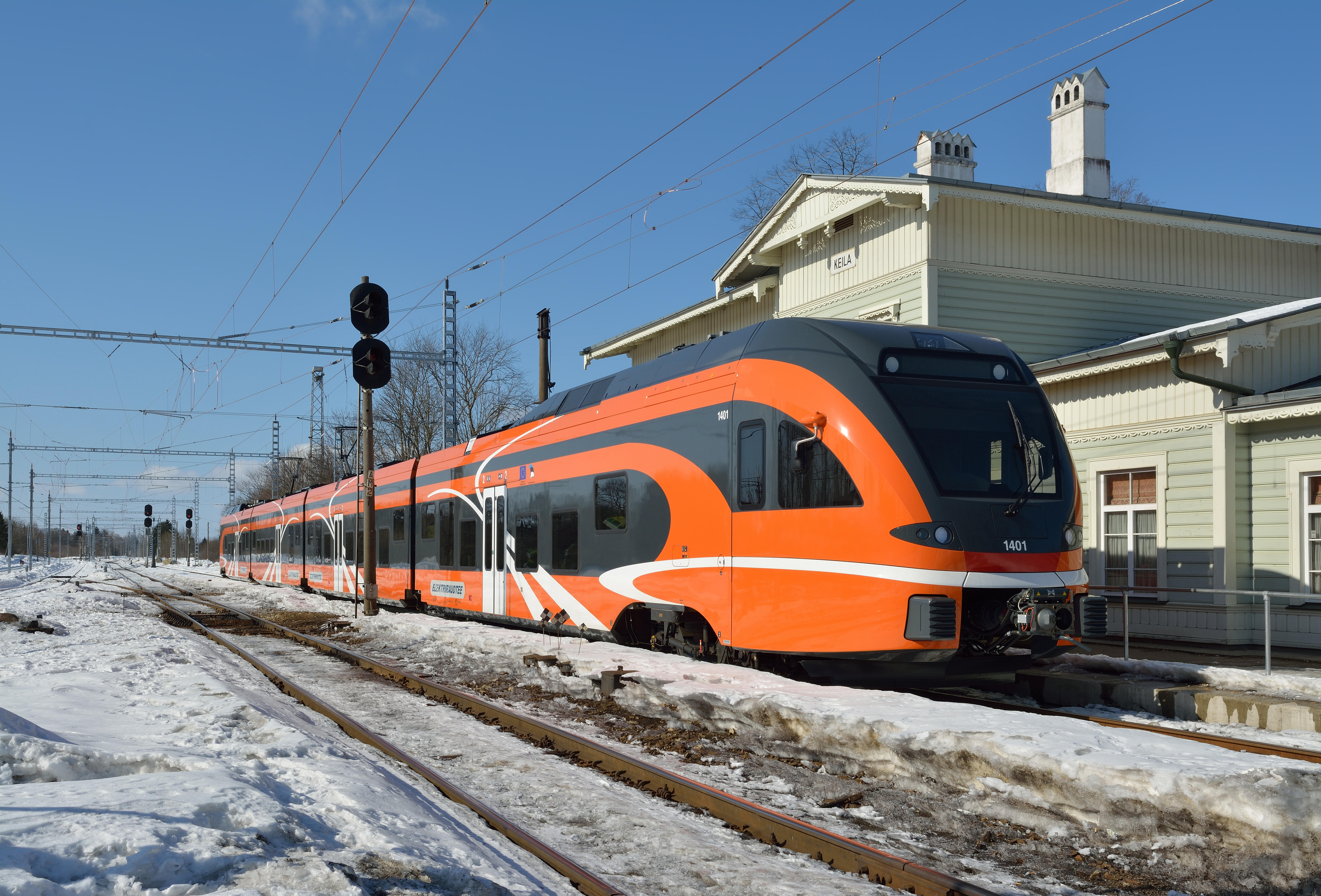
Stadler Flirt im Bahnhof Keila

Im Jahr 2004 trat Estland der Europäischen Union bei. Für den Bahnverkehr hatte dies zur Folge, dass gemäß der Direktive 91/44 die Trennung von Infrastruktur und Betrieb umgesetzt wurde, um den Zugang anderer Anbieter als der staatlichen zu ermöglichen. Zwischenzeitlich betrieb zum Beispiel das russische Unternehmen Severstal in Estland eigenständig Güterverkehr.
EVR Ekspress wurde von der im Herbst 2004 gegründeten Go Group, einem estnischen Touristikkonzern, übernommen und in Go Rail umbenannt. Go Rail bediente Nachtverbindungen nach Moskau und Sankt Petersburg.
Im Jahr 2012 erfolgte eine nochmalige Neustrukturierung von Eesti Raudtee. Dabei wurde der Güterverkehr unter dem Namen EVR Cargo (seit 2018 Operail) als eigenständiges Unternehmen ausgegliedert. Eesti Raudtee ist seitdem nur noch ein reiner Netzbetreiber.
Ein Jahr danach übernahm Elektriraudtee den gesamten nationalen Personenverkehr (Dieseltriebwagen und elektrischer Nahverkehr im Großraum Tallinn) und firmiert seitdem unter dem Namen Elron (verkürzt aus Eesti Liinirongid). Bereits ausgelieferte Zuggarnituren der neuen Generation wurden neu beschriftet.
Bis 2028 sollen 900 Kilometer Eisenbahnstrecke elektrifiziert werden. Gerechnet wird mit Gesamtkosten von 295,1 Mio. Euro, von denen ein Großteil von der EU getragen werden soll. Nach Fertigstellung soll das estnische Eisenbahnnetz fast zur Gänze elektrisch betrieben werden. Zudem stellte die Europäische Investitionsbank 95 Millionen Euro für die Modernisierung des estnischen Schienennetzes bereit. Mit diesem Geld sollen Gleise, Signal- und Verkehrleitanlagen erneuert und modernisiert werden.

## Netz
- Gesamtlänge: 1191 Kilometer, wovon 900 Kilometer in öffentlicher Nutzung stehen.[16]
- Spurweite: 1520 Millimeter (russische Spur)
- Elektrifiziert: 237 Kilometer[17]
- Stationen: 61

Das estnische Bahnnetz steht im Eigentum des staatlichen Eisenbahninfrastrukturunternehmens AS Eesti Raudtee und des privaten Eisenbahninfrastrukturunternehmens Edelaraudtee Infrastruktuuri AS. AS Eesti Raudtee betreibt Strecken in der Länge von 800 Kilometern, von denen 107 doppelgleisig sind und 237 km elektrifiziert sind. Edelaraudtee Infrastruktuuri AS betreibt Strecken in der Länge von 298 Kilometern, wovon 79 Kilometer im Bahnhofsbereich verlaufen.

### Hauptstrecken
Betrieben durch AS Eesti Raudtee:

Streckennetz in Estland (2009)

Alle bestehenden und vormaligen Bahnstrecken in Estland

- Bahnstrecke Tallinn–Narva (209,6 Kilometer). Diese Strecke wurde 1870 fertiggestellt. Sie verbindet Tallinn und Narva mit St. Petersburg. Reisezüge werden von Elron auf den Routen Tallinn–Aegviidu, Tallinn–Tartu und Tallinn–Narva betrieben.
- Bahnstrecke Tallinn–Paldiski (47,7 Kilometer). Reisezüge werden von Elron auf den Routen Tallinn–Pääsküla, Tallinn–Keila, Tallinn–Paldiski und Tallinn–Klooga-rand betrieben.
- Bahnstrecke Keila–Turba (30,8 Kilometer). Reisezüge werden von Elron betrieben. Der weitere Streckenverlauf zwischen Riispere und Haapsalu wurde 2004 stillgelegt,[18] der Abschnitt zwischen Riispere und Turba allerdings im Oktober 2019 wieder in Betrieb genommen. Es gibt Pläne, den Rest der Strecke nach Haapsalu und zum Hafen Rohuküla wiederherzustellen, über die Finanzierung wurde noch nicht entschieden.[19]
- Bahnstrecke Tapa–Tartu (112,5 Kilometer). Die Strecke wurde 1877 fertiggestellt.[8] Reisezüge Tallinn–Tartu werden von Elron angeboten.
- Bahnstrecke Tartu–Valga (82,5 Kilometer). Die Strecke wurde 1887 fertiggestellt.[8] In Valga besteht eine Anbindung an das lettische Netz. Reisezüge zwischen Tartu und Valga werden von Elron betrieben.
- Bahnstrecke Tartu–Petschory (83,5 Kilometer). Die Strecke wurde zwischen 1929 und 1931 errichtet. Durch Trassenänderung 2011 endet die Strecke jetzt im Bahnhof Koidula.
- Bahnstrecke Valga–Petschory (91,5 Kilometer). Die Strecke ist Teil der Verbindung von Riga nach Pskow, die seit 1889 in Betrieb ist. Die Strecke wird nur im Güterverkehr genutzt.[8]

Betrieben durch Edelaraudtee Infrastruktuuri AS:
- Bahnstrecke Lelle–Pärnu–(Mõisaküla) (65 Kilometer, vormals 114 Kilometer). Ursprünglich bestand eine schmalspurige Verbindung über Mõisaküla hinaus nach Lettland. Die Strecke bis Pärnu wurde Anfang der 1970er Jahre umgespurt, der Rest zunächst stillgelegt, aber Mitte der 1980er Jahre ebenfalls wieder aufgebaut, womit eine zweite Verbindung zwischen Tallinn und Riga möglich wurde. 2008 wurde die Strecke zwischen Pärnu und Mõisaküla wieder eingestellt.[20][21] Im Dezember 2018 wurde der Verkehr auf der Gesamtstrecke eingestellt. Pärnu soll mit Fertigstellung der Rail Baltica im Jahr 2026 an die neue Verbindung zwischen Tallinn und Riga angebunden werden.
- Bahnstrecke Tallinn–Viljandi (78,7 Kilometer). Die Strecke verbindet Viljandi mit Tallinn, bis 1971 war die Strecke in Schmalspur ausgeführt.

### Nur für den Güterverkehr genutzte Strecken

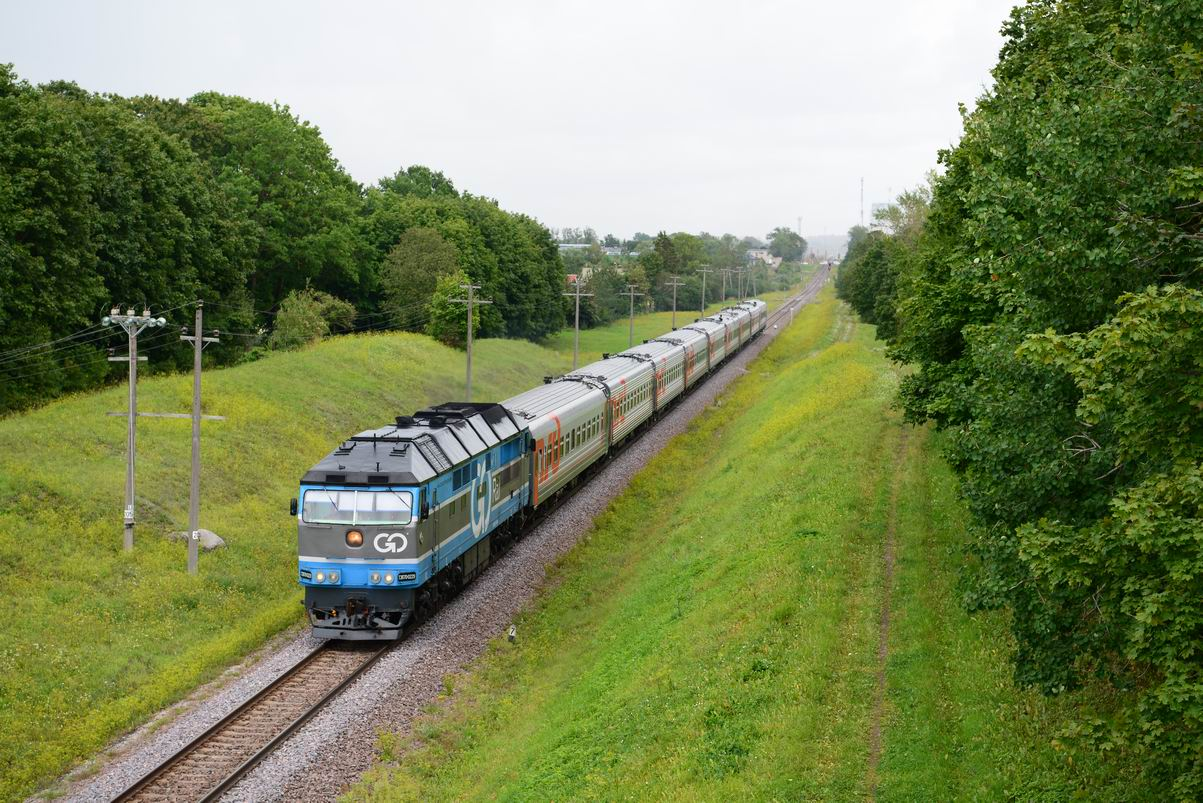
TEP70-0229 mit Nachtzug 33 bei Rakvere im August 2019

- Põlevkivi Raudtee (Ölsandbahn) betreibt über 200 Kilometer Strecken in Ida-Virumaa.[22] Die Strecken werden hauptsächlich zum Transport von Ölsand von der Förderstätten zum Kraftwerk Narva genutzt. Die Firma ist ein Subunternehmen von Eesti Põlevkivi, das im Eigentum des Staatsbetriebs Eesti Energia steht.
- Rakvere–Kunda (19 Kilometer). Die 1896 gebaute Strecke[23] verbindet die Industriestadt Kunda mit der Bahnstrecke Tallinn–Tapa–Narva. Die Strecke steht im Eigentum des Unternehmens Kunda Trans.

### Anbindungen an Nachbarländer
Das estnische Eisenbahnnetz ist im Bahnhof Narva und im Bahnhof Koidula mit dem russischen Netz verbunden. Im Bahnhof Valga  existiert eine Verbindung zum lettischen Eisenbahnnetz. Dort besteht Anschluss an Personenzüge in Richtung Riga.
Im Rahmen von Rail Baltica soll eine normalspurige Hochgeschwindigkeitsstrecke zwischen den baltischen Staaten mit Anschluss nach Polen errichtet werden.

## Statistik
Pünktlichkeit
2024 waren 99 % aller Personen- und Güterzüge pünktlich.
Verkehrsleistung
| Jahr | Personenkilometer in Mio. Pkm | Tonnenkilometer in Mrd. tkm |
| ---- | ----------------------------- | --------------------------- |
| 2004 | 192                           | >10                         |
| 2009 | 249                           | 5,9                         |
| 2014 | 282                           | 3,3                         |
| 2019 | 392                           | 2,2                         |
| 2024 | 382                           | 0,6                         |

## Straßenbahn
In Estland gibt es mit der Straßenbahn Tallinn einen Straßenbahnbetrieb. Das in der bei europäischen Straßenbahnbetrieben ansonsten heute nicht mehr verwendeten Spurweite von 1067 mm (Kapspur) ausgeführte Netz mit knapp 20 km Streckenlänge wird seit 1925 elektrisch betrieben, zuvor besaß Tallinn seit 1888 eine Pferdebahn.
Außer der Straßenbahn in Tallinn gab es in Estland lediglich zwischen 1918 und 1940 eine Dampfstraßenbahn in Kuressaare auf der Insel Saaremaa, die in 600 mm Spurweite ausgeführt war und aus einer während des Ersten Weltkriegs von deutschen Truppen erbauten Feldbahn hervorgegangen war. Sie diente der Verbindung zwischen der Stadt und ihrem Hafen in Roomassaare, die Bahnen verkehrten jeweils als Zu- und Abbringer zu den Dampferverbindungen zum Festland.